# Мечеть Тагрибирди
Погребальный комплекс эмира Тагрибирди или мечеть и медресе Тагриберди (араб. مسجد و مدرسة تغري بردي‎) — исторический погребальный комплекс с мечетью и медресе, расположенный в Каире, столице Египта, и построенный в 1440 году, во времена Мамлюкского султаната. Он воздвигнут в честь эмира Тагрибирди, ответственного за мечети и секретаря при султане Джакмаке. Мечеть и медресе Тагриберди находятся на углу улицы Салиба. В каирском районе Дарб эль-Макасис расположена одноимённая мечеть — мечеть Тагриберди.

## Эмир Тагрибирди
Мечеть была построена в 1440 году во время правления султана Джакмака эмиром Тагрибирди, отцом знаменитого исламского учёного Ибн Тагриберди. Предположительно человек мрачного нрава, эмир Тагриберди получил высокого положение эмира при султане Барсбее за свою роль в руководстве мамлюкской армией в борьбе с крестоносным Кипрским королевством. За эти успехи он был возведён в ранг великого давадара, или исполнительного секретаря, при султане Джакмаке аз-Захире. Однако вскоре после этого Тагрибирди был убит своими же мамлюками.

## Описание
Мечеть Тагриберди является одновременно мечетью, медресе и суфийской обителью. Её компактный архитектурный стиль был популярен в позднем мамлюкском периоде. На фундаменте мечети вырезаны две надписи, датирующие здание месяцами джумада аль-уля и джумада ас-сани 844 года по исламскому календарю, или октябрём и ноябрём 1440 года по григорианскому календарю.

## Архитектура
Расположенная на углу улицы мечеть имеет два фасада. Главный вход находится на улице Салиба и имеет типичные мамлюкские архитектурные орнаменты: аблак и мраморные оттенки. Слева от возвышенного портала расположен сабиль, реконструированный Комитетом по сохранению памятников арабского искусства в 1911 году. Минарет, стоящий за сабилем, имеет квадратное основание — стилистический элемент, характерный для начала XV века. Справа от них располагается фасад гробницы и небольшой купол, построенный из кирпича и украшенный стукковым узором в виде ромбика. К переулку, куда выходит второй фасад мечети, обращено большое круглое окно над михрабом мечети. Сахн остаётся открытым и покрытым тентом и проволочной сеткой, вокруг него вырезана надпись. Деревянные потолки украшают киблу и боковые айваны, а интерьер обведён инкрустированным мраморным дадо.
С высоты птичьего полёта становится очевидна уникальность архитектуры мечети. Из-за своего расположения на углу двух улиц мечеть должна была быть установлена под углом почти 45 градусов, чтобы поддерживать ориентацию киблы в сторону Мекки. Несмотря на трудности, которые это представляло, мечеть имеет почти идеальное симметричное расположение с симметричными окнами и пространством на стене киблы для мавзолея. Дополнительное пространство в стенах, полученное в результате такой ориентацией, не было заполнено каменной кладкой, а скорее превратилось в небольшие кубические пространства, используемые в качестве вентиляционных шахт, что является уникальной особенностью этого здания.